# Parkwijk (Haarlem)
Parkwijk is een naoorlogse wijk in stadsdeel Oost van de stad Haarlem. De wijk kent veel flats en veel nieuwbouw. Het is een ruim opgezette wijk met een groot stadspark, het Burgemeester Reinaldapark. Sinds de herindeling van 2016 is Parkwijk niet meer een buurt in de wijk Haarlem-Oost, maar een wijk, waaronder ook de Zuiderpolder valt. Na deze herindeling bestaat Parkwijk uit zes buurten; Architectenbuurt, Buitengebied Zuiderpolder, Kunstschildersbuurt, Reinaldapark, Zuiderpolder-Noord en -Zuid.

## Beschrijving
Parkwijk ligt dicht bij de uitvalswegen richting Amsterdam en de A9. Het centrum van Haarlem ligt op een steenworp afstand van zo'n tien minuten fietsen. De wijk wordt gekenmerkt door veel flats, maar ook veel recente nieuwbouw. Het is een ruim opgezette buurt met veel groen en een groot park, het Burgemeester Reinaldapark. In Parkwijk wonen ongeveer 6.850 mensen, onder wie veel 65-plussers. Dat komt deels door het Reinaldahuis, een verzorgingshuis in de buurt. Parkwijk valt onder te verdelen in 3 kleinere buurten; De Architectenbuurt (van de Amsterdamsevaart tot en met aan de Bazellaan), De Kunstschildersbuurt (vanaf de Bazellaan tot aan het Mien Ruyspad). De buurt wordt vertegenwoordigd in de wijkraad Parkwijk/Zuiderpolder die zich huisvest in Wijkcentrum "de Sprong" (Het voormalig schoolgebouw van de Viersprong). 

## Wonen
Parkwijk is vooral gebouwd in de jaren 50 en 60 van de twintigste eeuw. Parkwijk was toen gedeeltelijk bedoeld als woonschool, hiervoor werden in 1960 ten noorden van de Berlagelaan 62 eengezinswoningen rond 4 pleintjes (Blaauwplein, De Bordesplein, Sevenhuijsenplein en Van der Banplein) gebouwd, alsmede een centrum voor maatschappelijk werk en een buurtcentrum.
Veel huizen uit de originele bouwperiode waren verouderd en zijn inmiddels vervangen. Recente bouwprojecten zijn: Haarlemse School, Huis van Hendrik en de Groene Linten. De buurt bestond daardoor in 2014 voor ruim 20% uit nieuwe woningen. De buurt wordt gedomineerd door middenbouw: 7 van de 10 huizen zijn flats. 70% van de woningen is een sociale huurwoning; voor de herstructurering rond 1990 was dit nog 90%.

## Voorzieningen
Centraal in Parkwijk ligt, tussen de twee woonbuurten het kleinschalig buurtwinkelcentrum Zuiderpark. Verder profiteert de wijk van het grote stadspark, dat de wijk een "groen" karakter geeft.

## Werk en inkomen
De buurt biedt zo'n 1800 arbeidsplaatsen bij 374 bedrijven voornamelijk in de maatschappelijke- en commerciële dienstensector. De percentages werkzoekenden, bijstandontvangers en arbeidsongeschikten zijn iets hoger dan in andere Haarlemse buurten. Door de lage arbeidsparticipatie blijven de inkomens gemiddeld achter bij die in de rest van de stad. Echter wordt er de laatste jaren veel aangedaan om de buurt leefbaarder, en sociaal veiliger te maken.